# Rue de la Ville-l'Évêque
La rue de la Ville-l’Évêque se situe dans le 8e arrondissement de Paris. 

## Situation et accès
Elle commence boulevard Malesherbes et se termine place des Saussaies. La rue d'Astorg et la rue d'Anjou sont perpendiculaires à la rue de la Ville l'Evêque.
Le quartier est desservi par les lignes 8, 12 et 14 à la station Madeleine.

## Origine du nom
Cette voie était la principale rue de l'ancienne ferme de l'Évêque de Paris, dite Villa Episcopi.

## Historique
Au XVIIIe siècle, la rue Saint-Honoré franchissait les remparts de Paris  par une porte monumentale située approximativement au niveau de l'actuelle rue de Castiglione. Au-delà de cette porte se développa, à partir du XVIe siècle, un faubourg connu d'abord sous le nom de « Culture l'Évêque » puis de « Ville l'Évêque » (villa Episcopi ou « ferme de l'Évêque ») car il était placé sous la suzeraineté de l'évêque de Paris, qui y possédait une ferme, depuis une concession remontant au roi Dagobert Ier. Il ne fut annexé à Paris qu'en 1722.

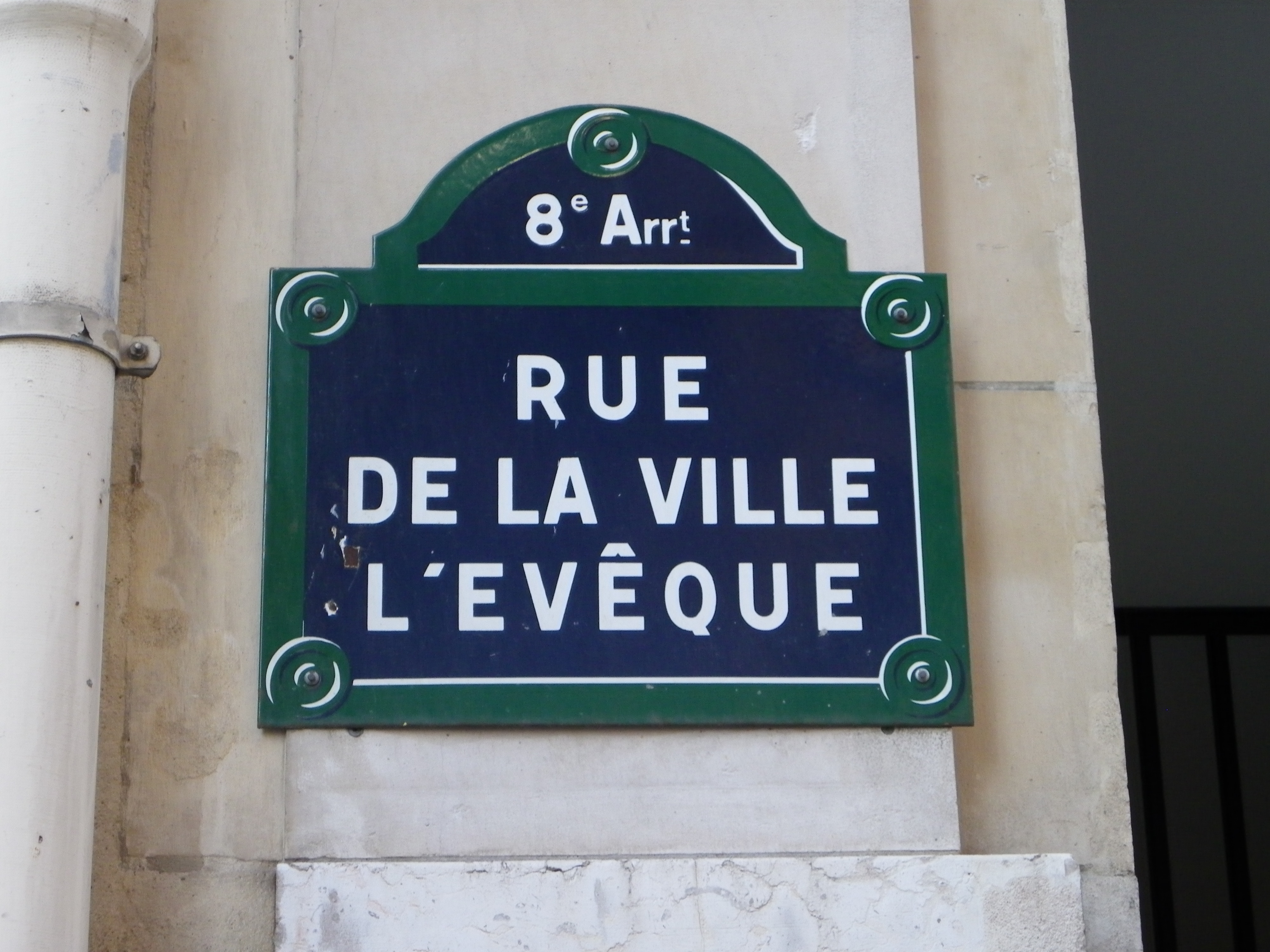
Plaque de la rue de la Ville-l'Évêque.

L'ancienne église de la Madeleine, église paroissiale de la Ville l'Évêque, se situait approximativement entre les nos 8 et 11 du boulevard Malesherbes, au coin nord-est de la rue. Elle avait été reconstruite en 1659 à la place d'une ancienne chapelle qui remontait au XIIIe siècle et fut démolie en 1801.
La rue de la Ville-l'Évêque, indiquée sur le plan de Gomboust en 1652, était l'artère principale du faubourg de la Ville l'Évêque. Elle commençait autrefois rue de l'Arcade et se terminait rue des Saussaies. Elle n'atteignit qu'en 1807 la rue de la Pépinière (actuellement rue La Boétie), et affectait ainsi, à l'origine, la forme d'un L. Le second côté en fut détaché sous le nom de « rue Cambacérès » au XIXe siècle. Le percement du boulevard Malesherbes vers 1860 l'a en outre amputée de ses premiers numéros.

## Bâtiments remarquables et lieux de mémoire

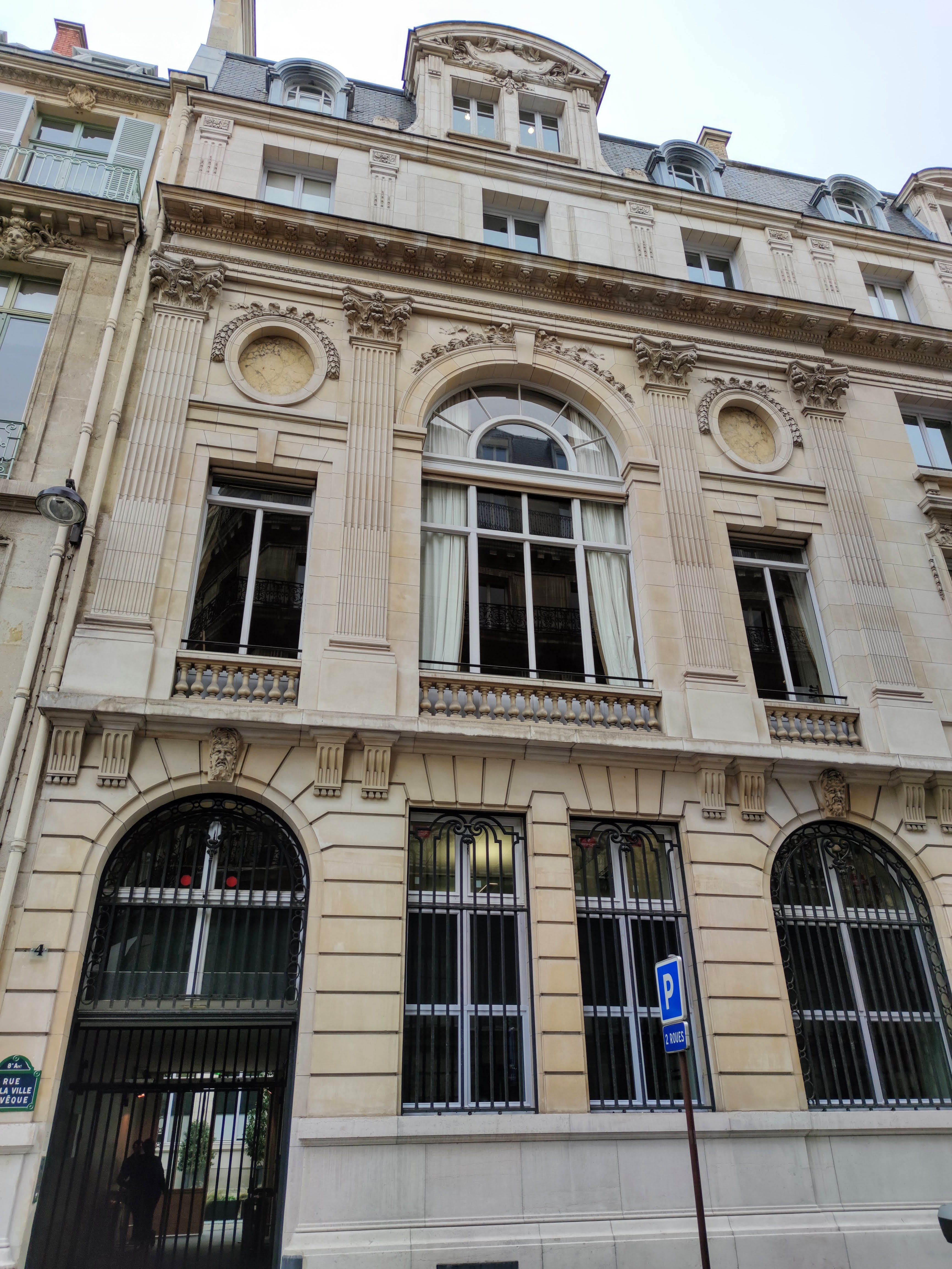
No 4.

Les transformations du quartier, jointes à une renumérotation des immeubles et à d'importantes destructions au XXe siècle, rendent difficile de se figurer le passé de cette rue, peuplée, au XVIIIe siècle, d'hôtels construits pour de riches financiers et où ont habité plusieurs personnages célèbres.
- Le couvent des bénédictines de la Ville l'Évêque avait été fondé par Catherine d'Orléans-Longueville et sa sœur, Marguerite d'Orléans d'Estouteville, qui avaient fait don de 13 arpents de terre sur lesquels on avait construit deux maisons où s'installèrent dix religieuses de l'abbaye de Montmartre. Le couvent fut érigé en prieuré indépendant en 1647 et le nombre des religieuses augmenta progressivement jusqu'à une cinquantaine environ. Pour y entrer, il fallait accomplir une année de noviciat et six mois de postulation, revenant à 460 livres, et apporter une dot de 5 000  à   6 000 livres. L'arche de la rue de l'Arcade reliait les deux jardins du couvent. Le couvent fut supprimé en 1790 et démoli.
- No 3 : restes, très dénaturés, de l'hôtel de Rouault (1787)[1].
- Nos 5-7 : autrefois petit hôtel d'Espagnac (voir « Rue d'Anjou »).
- No 8 : anciennement presbytère de l'église de la Madeleine, et siège social de l'opérateur Free.
- No 10 bis : Barbey d'Aurevilly vécut ici vers 1842, avec une Espagnole dont il fera la Vellini d'Une vieille maîtresse, roman où il donne (I, 9) l'adresse de cette rue comme nid d'amour parisien de ses héros[2].
- No 12 : un hôtel particulier ayant appartenu, au XIXe siècle, aux marquis de Latour-Maubourg. Le no 12 a, de nos jours, disparu. Alexis de Tocqueville y est né en 1805.
- No 15 : hôtel des Modes, créé en 1907 par l'industriel Michel Manzi (1849-1915). Anatole France) écrit : « Manzi a imaginé d'offrir un hôtel aux abonnés de sa revue, Les Modes. Un immeuble a été acheté, près de la Madeleine, dans la rue de la Ville-l'Evêque, aux souvenirs aristocratiques. Cette maison avait l'aspect lugubre d'une caserne. Sa façade a été ingénieusement transformée ; il semble que ce soit une jolie demeure du XVIIIe siècle. […] Un vaste hall dans lequel se renouvelleront des expositions et où seront donnés des concerts ou des conférences, une suite de salons plus petits, de pièces pour la lecture, pour la correspondance, le thé ; voilà tout ce que la magnificence du directeur offre à ses abonnés. Mais que propose-t-il à leur admiration ? Tout ce qui peut orner un intérieur ; des meubles, des tableaux, des statuettes, des gravures, des livres, des tapis, et aussi tout ce qui peut parer la femme : des bijoux, des chapeaux, des robes. » L'hôtel des Modes a fermé en 1921. Ici se trouvait également la galerie de l'éditeur d'art Adolphe Goupil.
- No 16 : hôtel Alexandre (1763)[3], œuvre de jeunesse et seule construction conservée du célèbre architecte Étienne-Louis Boullée, construit pour le financier André-Claude-Nicolas Alexandre dans un style qui rappelle le Petit Trianon. La façade sur cour comprend un ordre de colonnes au sol et la façade sur jardin un ordre de pilastres colossal élevé sur un rez-de-chaussée en soubassement. L'hôtel a ensuite appartenu au marquis de Collonge, puis au maréchal Soult, propriétaire de 1802 à 1818, qui lui a également laissé son nom. L'hôtel a ensuite été occupé par les Sœurs de la Mère de Dieu puis, à partir de 1907, par l'Institut normal libre de la Madeleine. Il appartenait en 1910 aux héritiers de Kersaint[1]. Il est aujourd'hui le siège d'Iliad.
- No 18 : « […] gracieux pavillon en fond de cour[1] », qui dépendait au début du XXe siècle de la propriété du prince d'Arenberg (voir ci-dessous les nos 20-22).
- Nos 20-22 (démoli) : hôtel d'Arenberg, de style néo-Louis XVI, construit par Ernest Sanson pour le prince Auguste Louis Albéric d'Arenberg (1837-1924) et la princesse née Jeanne Greffulhe sur un terrain de 1 580 m2 acquis par cette dernière en 1888. Il est détruit dans les années 1960.

Quittant son hôtel de la rue de Penthièvre, Adélaïde de Souza avait habité au no 22 à partir de 1824 et jusqu'en 1829. L'hôtel fut ensuite habité par son beau-fils, le comte de Villa-Réal.
- No 25 : hôtel de la marquise de Champagne (en 1910), maintenant le siège de Groupama Asset Management[5].
- No 26 (ancien) : hôtel ayant appartenu au maréchal Suchet, puis au banquier Bartholdi. Le maréchal de Grouchy (1768-1847) y habitait depuis déjà longtemps en 1840[4].
- No 27 : ancienne maison d'époque Louis XVI où a habité le comte Molé en 1827[5].
- No 38 : hôtel habité sous le Premier Empire par Louis Engelbert Marie Joseph Augustin, 6e duc d'Arenberg (1750-1820) et la duchesse née Louise de Brancas-Villars de Lauragais (1755-1812) (au 1er étage) et par madame de Balbi, ancienne favorite du comte de Provence (au 2e étage).
- No 41 : la maison qu'avait fait construire le peintre Jean-Baptiste Fournier fut démolie en 1858 après son achat par César-Ernest André ; le terrain fut réuni à celui de l'hôtel de Beauvau et l'ensemble vendu à l'État le 24 juin 1859 pour héberger le ministère de l'Algérie et des Colonies, puis (1860) le ministère de l'Intérieur. Un ensemble de bureaux y fut construit par l'architecte Pigny.
- No 43 : Lamartine y habita de 1854[4] à 1863. Le ministère de l'Intérieur chercha à acquérir l'immeuble à son propriétaire, un entrepreneur nommé Colson, pour agrandir les bureaux, mais le ministre Persigny s'y opposa pour ne pas déranger un poète qu'il admirait[6].
- No 54 (ancien) : le conventionnel Jean-Pierre-André Amar (1755-1816) y logea.
- Hôtel du duc d'Aumont (angle avec la rue d'Astorg). L'homme de lettres Fabre d'Églantine (1750-1794) y habita[4].
- Hôtel de Boufflers (voir « Rue de Surène »).

### Habitants célèbres
- Madame de Balbi (no 38).
- Odilon Barrot est mort en 1873 au no 5 (ancien)[4].
- Alfred d'Orsay, le comte (le Dandy) peintre, sculpteur et directeur des beaux-arts de Paris eut son atelier rue de la Ville - l’Evêque.
- François Guizot est mort en 1875 au no 8 (ancien)[4].
- Jean-Louis Soubdès, au no 9 sous le Premier Empire (ancien, actuel 11).
- Jean-Antoine Houdon, célèbre sculpteur, eut son atelier rue de la Ville-l'Évêque.
- Adélaïde de La Briche (no 35).
- Alphonse de Lamartine (no 43).
- Louis-Mathieu Molé (no 35).
- Jacques Doucet (couturier) (no 27).
- Louis-Gabriel Suchet, maréchal de France (no 26).
- Ernest Goüin, ingénieur et industriel (no 44).
- Louis-Claude Vassé, célèbre sculpteur, possédait une maison rue de la Ville-l'Évêque.
- Pauline Fourès,  maîtresse de Napoléon Bonaparte.
- Alexis de Tocqueville, naquit le 29 juillet 1805, rue de la Ville-L'Évêque.
- Marie-Françoise-Placide Robillard, veuve de Louis-Pierre-Amand-Guislain Cambier de Buhat, y décédée le 14 avril 1776[7]